# Zlatý frank

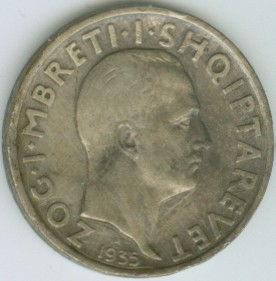
„Zlatý frank“ albánského krále Zoga (není ze zlata)

Zlatý frank (kód měny: XFO) byl účetní jednotkou Banky pro mezinárodní vypořádání (BIS) od jejího založení v roce 1930 do 1. dubna 2003. Byl nahrazen zvláštním právem čerpání. Jeho hodnota odpovídala 0,290322 g ryzího zlata, což byl ekvivalent jednotkové mince v Latinské měnové unii (původně belgický frank, francouzský frank, italská lira a švýcarský frank, později i další měny), která však v době založení banky již zlatý standard opustila.

## Válečné reparace
BIS byla založena, aby převzala funkce reparační komise po první světové válce, tj. řízení vyběru, správy a distribuce reparací placených poraženými státy. Od této původní role je odvozen i název banky.
Státy, které se po první světové válce osamostatnily od Rakousko-Uherska, měly vítězným mocnostem uhradit tzv. příspěvek za osvobození, jehož výše byla rovněž uváděna ve zlatých francích a výběr a platba byly spravovány BIS.

## Světová poštovní unie a Nové Herbidy
Smlouva o Světové poštovní unii uváděla dohodnuté mezinárodní poštovní sazby ve zlatých francích a centimech, přičemž každá členská země (případně její závislá území) pak měla převádět částky do vlastní měny.
V anglo-francouzském kondominiu Nové Hebridy (od roku 1981 nezávislý stát Vanuatu) však poštovní služba společné správy namísto přepočtené hodnoty denominovala své známky přímo ve zlatých francích a centimech. To přispělo k již tak zmatené situaci, protože v běžném obchodu se používaly jak australský dolar a novoherbidský frank, tak dokonce i britská libra šterlinků.

## Navrhovaný švýcarský zlatý frank
Dne 9. března 2011 byla v Národní radě Švýcarska předložena parlamentní iniciativa zavést zlatý frank s pevným obsahem zlata jako paralelní švýcarskou měnu. Tuto iniciativu zkoumal Výbor pro hospodářské záležitosti a daně, který ji na červnovém zasedání zamítl.
Švýcarský zlatý frank měl mít obsah 0,1 gramu ryzího zlata. Stávající švýcarský frank měl zůstat v platnosti. Zlatý frank i švýcarský frank by koexistovaly vedle sebe, avšak vzhledem k pevnému kovovému obsahu zlatého franku by se jeho směnný kurz se švýcarským frankem měnil v závislosti na ceně zlata.
Zlatý frank se měl stát bezpečnou měnou a odklonit mezinárodní kapitálové toky v dobách finančních krizí od švýcarského franku. Zlatý frank by byl zcela nezávislý na zlatých rezervách Švýcarské národní banky. Mince by byly raženy švýcarskými komerčními bankami pod dohledem Švýcarské konfederace. Zlatý frank měl mimo jiné usnadnit drobným střadatelům investování do zlata snížením velikosti minimální investice.